# Else Gabriel
Hanna-Elisabeth Else Gabriel (* 20. Februar 1962 in Halberstadt) ist eine deutsche Künstlerin und Professorin der Bildhauerei an der Kunsthochschule Berlin-Weißensee.

## Leben
Else Gabriel wuchs als Tochter einer evangelisch-reformierten Pfarrersfamilie in Halberstadt auf. Sie wollte Kunst studieren, durfte nicht, absolvierte zunächst passager eine Ausbildung zur nebenamtlichen Kantorin und studierte danach von 1982 bis 1987 Bühnen- und Kostümbild an der Hochschule für Bildende Künste Dresden bei Günther Hornig. 1982 war sie gemeinsam mit Micha Brendel, Rainer Görß und Via Lewandowsky Mitbegründerin der Künstlergruppe der Auto-Perforations-Artisten. Gabriel zog 1987 nach Ost-Berlin. Ihre Übersiedelung nach West-Berlin 1989, noch vor dem Fall der Berliner Mauer, wurde durch eine Scheinehe mit dem Schriftsteller Max Goldt möglich, die bald darauf wieder geschieden wurde.
Mit Ulf Wrede arbeitet Gabriel seit 1988 zusammen und seit 1991 nennen sie sich in dieser Zusammenarbeit (e.) Twin Gabriel. Ihr Werk besteht aus Performances, Installationen, Video- und Fotoinszenierungen und wurde in Galerien, Museen und Kunstvereinen gezeigt.
Dank eines Stipendiums vom Deutschen Akademischen Austauschdienst (DAAD) und dem Berliner Senat konnte Gabriel im Jahr 1992 ein Jahr in Los Angeles verbringen und einem Lehrauftrag am Art Center College of Design in Pasadena nachgehen. Ein Arbeitsstipendium des Kunstfonds Bonn folgte 1994 und 1997/98 bekam sie erneut ein Auslandsstipendium vom DAAD und Berliner Senat, diesmal in London.
Else Gabriel erhielt 1997 einen Ruf an die Hochschule für bildende Künste Hamburg. Dort war sie bis 2004 als Professorin für künstlerische Grundlagen tätig. Sie übernahm 2004/2005 die Vertretung von Marina Abramović an der Hochschule für Bildende Künste Braunschweig und übernahm die Performance-Klasse. Danach lehrte sie 2006/07 an der Muthesius Kunsthochschule in Kiel Medienkunst/Kunst mit Medien. Zum Wintersemester 2007/08 wurde sie an die Hochschule der Bildenden Künste Saar berufen. Seit 2009 ist Else Gabriel an der Kunsthochschule Berlin-Weißensee tätig.
Else Gabriel und Ulf Wrede leben in Berlin und haben zwei erwachsene Kinder.

## Werk
Gabriels Arbeiten fußen auf intensiver Recherche und verbinden diese mit alltäglichem Dialog. Aus ihrer Biografie her sind Grenzerfahrungen und Grenzüberschreitung ein Thema. Beobachtung mit dem Besteck der Verhaltensbiologie kennzeichnet ihre Inszenierungen, in denen oft gesellschaftlich kontrovers diskutierte Phänomene von globaler Bedeutung auf ganz persönliche Versuchsanordnungen heruntergebrochen werden. Diese werden als Rauminstallationen, Bildserien und/oder Videos in Ausstellungen gezeigt.
Die Installation „Deutscher 1“ und „Deutscher 2“ (1992 / 2001) von (e.) Twin Gabriel befindet sich in einem Innenhof des Paul-Löbe-Hauses in Berlin.

## Ausstellungen (Auswahl)
- 2021/2022: Gretel Haas-Gerber – Else Gabriel. Zwei Künstlerinnen in der Gegenüberstellung. Kunstverein Offenburg[7][8]
- 2019: The Medea Insurrection: Radical Women Artists Behind the Iron Curtain. The Wende Museum, Culver City, California[9]
- 2017: Wandel durch Annäherung. Galerie pavlov’s dog[10]
- 2017: Hinter der Maske. Künstler in der DDR. Museum Barberini, Potsdam[11]
- 2007: Walden 3 – Ästhetische Bildung im Kindesalter. Kunsthaus Dresden. Hier entstand Kind als Pinsel (Kooperatorka).[12]
- 1999: Mind the Gap. Bornholmer Brücke in Berlin, Teil von „Kunst im Stadtraum. 21 Kunstprojekte im Berliner Stadtraum“[13]
- 1991: Berlin Divided. Sissel Tolaas, Milovan Markovic, Else Gabriel, Rolf Julius. MoMA PS1, New York City[14]
- 1989: Zwischenspiele. Elefanten Press Galerie Berlin und Künstlerhaus Bethanien
- 1987: Ode Terrazzo. Hochschule für Bildende Künste Dresden[15]